# Geologie van Schotland

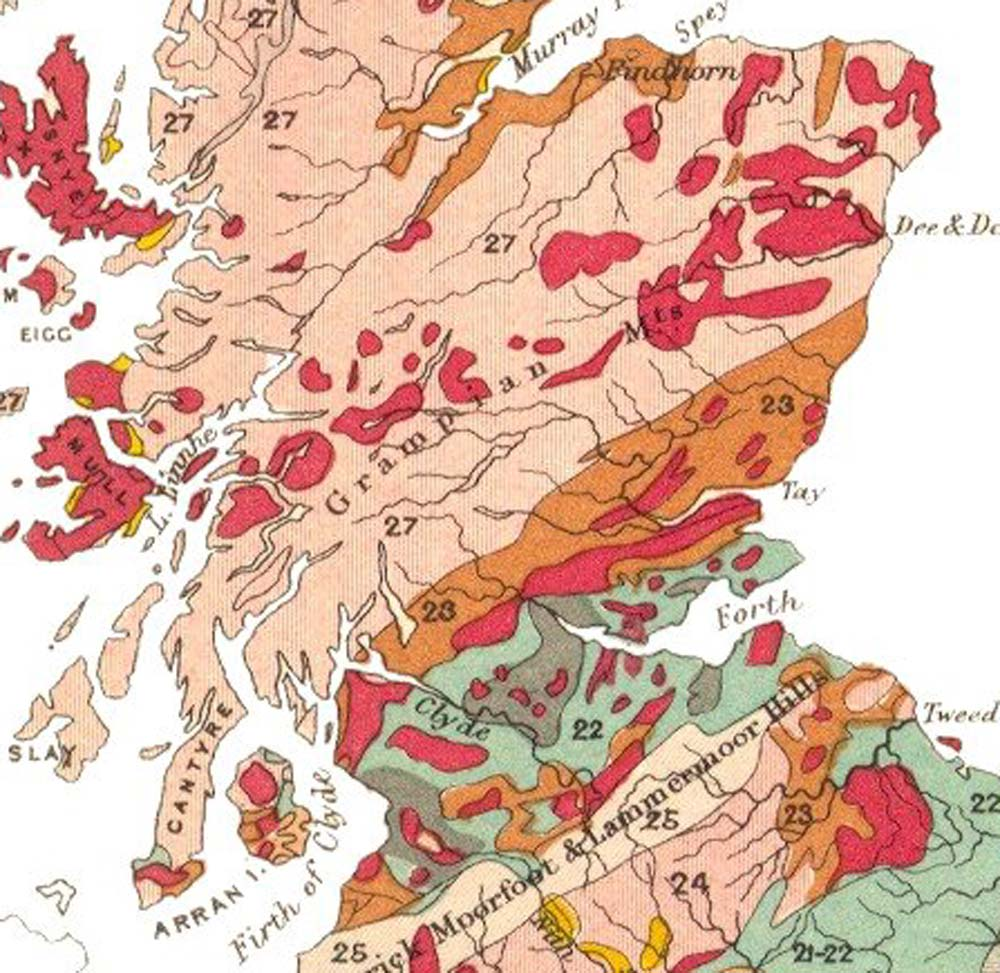
Geologische kaart van Centraal Schotland

De geologie van Schotland is verrassend gevarieerd voor de grootte van het land, met een groot aantal verschillende geologische kenmerken. Er zijn drie verschillende geografische regio's aan te wijzen: de Hooglanden en Eilanden is een diverse regio die ten noorden en westen van de Highland Boundary Fault ligt; de Central Lowlands is een riftvallei die vooral uit formaties uit het Paleozoïcum bestaat, en de Southern Uplands, die ten zuiden van een tweede breuklijn ligt en voornamelijk uit Silurisch afzettingen bestaat.
Het gesteente bestaat onder andere uit zeer oud Archeïsch gneis, metamorf gesteente met ingedrongen graniet die ontstaan zijn tijdens de Caledonische orogenese, commercieel belangrijke elementen als steenkool, olie en ijzer met carboon afzettingen en de overblijfselen van Tertiairse vulkanen. Gedurende de geschiedenis varieerde het klimaat van Schotland van poolklimaat tot woestijn tot tropisch waardoor een zeer grote variëteit aan fossielen is terug te vinden.
Schotland heeft ook een belangrijke rol gespeeld in ontdekkingen als platentektoniek en de ontwikkeling van theorieën over de vorming van gesteentes en was het vaderland van belangrijke figuren als James Hutton, Hugh Miller en Archibald Geikie. Verschillende locaties als de 'Hutton's Unconformity' bij Siccar Point in Berwickshire en de Moine thrust in het noordwesten waren ook belangrijk in de ontwikkeling van de geologie.